# Les Amies de cœur
Pour plus de détails, voir Fiche technique et Distribution.
Les Amies de cœur (Le amiche del cuore) est un film dramatique italien écrit et réalisé par Michele Placido et sorti en 1992.
Le film est présenté à la Quinzaine des réalisateurs au festival de Cannes 1992.

## Synopsis
Trois amies adolescentes vivent dans la banlieue romaine : Simona, Morena et Claudia. Les trois jeunes filles, très proches, ont des aspirations différentes : Claudia veut devenir actrice et va de lit en lit, Morena étudie pour devenir infirmière et s'occupe de sa mère malade, Simona semble apparemment avoir une vie normale, mais elle cache en elle un lourd secret, qui après sa rencontre avec Lucio fera naître en elle une irrémédiable soif de vengeance. En effet, elle est l'objet d'un inceste de la part de son père.

## Fiche technique
Sauf indication contraire, les informations mentionnées dans cette section peuvent être confirmées par la base de données cinématographiques IMDb,  présente dans la section « Liens externes ».
- Titre original : Le amiche del cuore
- Titre français : Les Amies de cœur[2]
- Réalisation : Michele Placido
- Scénario : Michele Placido, Roberto Nobile, Angelo Pasquini
- Photographie : Giuseppe Lanci
- Montage : Ruggero Mastroianni
- Musique : Nicola Piovani
- Pays d'origine : Italie
- Langue originale : italien
- Format : couleur
- Genre : dramatique
- Durée : 109 minutes
- Dates de sortie :
  - Italie : 14 mai 1992
  - Belgique : 4 mars 1993 (Gand)

## Distribution
- Asia Argento : Simona
- Carlotta Natoli : Morena
- Claudia Pandolfi : Claudia
- Michele Placido : Padre di Simona
- Enrico Lo Verso : Lucio
- Laura Trotter : Letizia
- Franco Interlenghi : Tribodi
- Simonetta Stefanelli : Giuliana
- Orchidea De Santis : Elena
- Dolores Calò : Nonna Morena
- Riccardo Calvani : Barista
- Franca Conti : Madre di Claudia
- Susanna Conti : Viola
- Ivano De Matteo : Danilo
- Simone Del Proposto : Alfio
- Claudio Dumani : Allenatore
- Lavinia Fravolini : Vetrinista
- Claudio Masin : Carlo
- Roberto Nobile : Capo infermiere
- Nello Riviè : Pacetti
- Enrico Silvestrin : Cameraman
- Paki Valente : Nando Crozza
- Andrea Varese : Giancarlo